# Демидовський
Деми́довський (рос. Демидовский, башк. Демидовка) — хутір у складі Бірського району Башкортостану, Росія. Входить до складу Сусловської сільської ради.
Населення — 10 осіб (2010; 0 у 2002).